# فرودگاه لومزدن (متز)
فرودگاه لومزدن (متز) (به انگلیسی: Lumsden (Metz) Airport) یک فرودگاه خصوصی است . این فرودگاه در کشور کانادا قرار دارد و در ارتفاع ۵۴۶ متری از سطح دریا واقع شده است.